# Alfabet mołdawski (cyrylicki)

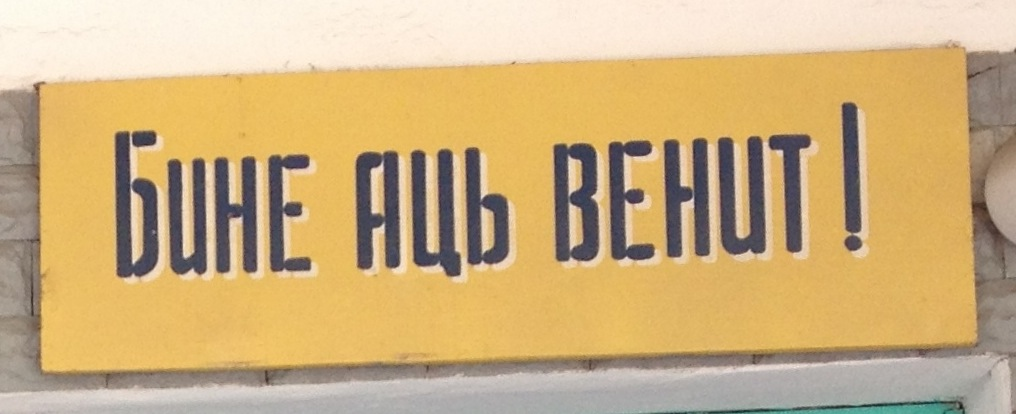
„Witamy!” (Bine ați venit!) – znak z Tyraspolu napisany po mołdawsku cyrylicą, 2012 r.

Alfabet mołdawski – odmiana cyrylicy utworzona dla zapisu języka rumuńskiego/mołdawskiego w ZSRR. Oficjalny w latach 1924–1934 oraz 1938–1989. W nieuznawanej Naddniestrzańskiej Republice Mołdawskiej jest używany do dziś.

## Historia
Język rumuński pod wpływem prawosławia był zapisywany cyrylicą aż do drugiej połowy XIX wieku, kiedy zdecydowano się zastąpić go bardziej naturalnym dla języków romańskich (w tym rumuńskiego) alfabetem łacińskim. Robiono to stopniowo, poprzez tzw. alfabet transferowy, w którym część liter pochodziła ze starej cyrylicy, a druga część – z nowszego alfabetu łacińskiego. Okres ten trwał przez 2 lata.
| Litera | Współczesny odpowiednik | Alfabet transferowy | Fonem                          |
| ------ | ----------------------- | ------------------- | ------------------------------ |
| А      | a                       | A a                 | /a/                            |
| Б      | b                       | Б б                 | /b/                            |
| В      | v                       | В в                 | /v/                            |
| Г      | g, gh                   | G g                 | /g/                            |
| Д      | d                       | D d                 | /d/                            |
| Є, Е   | e                       | E e                 | /e/                            |
| Ж      | j                       | Ж ж                 | /ʒ/                            |
| Ѕ      | dz                      | Ḑ ḑ                 | /d͡z/, /z/                      |
| З      | z                       | Z z                 | /z/                            |
| И      | i                       | I i                 | /i/                            |
| Й      | i                       | Ĭ ĭ                 | /j/, /ʲ/                       |
| І      | i                       | I i                 | /i/                            |
| К      | c, ch                   | K k                 | /k/                            |
| Л      | l                       | L l                 | /l/                            |
| М      | m                       | M m                 | /m/                            |
| Н      | n                       | N n                 | /n/                            |
| Ѻ, О   | o                       | O o                 | /o̯/                            |
| П      | p                       | П п                 | /p/                            |
| Р      | r                       | Р р                 | /r/                            |
| С      | s                       | S s                 | /s/                            |
| Т      | t                       | T t                 | /t/                            |
| Ѹ, У   | u                       | У у                 | /u/                            |
| Ф      | f                       | F f                 | /f/                            |
| Х      | h                       | Х х                 | /h/                            |
| Ѡ      | o                       | O o                 | /o/                            |
| Ц      | ț                       | Ц ц                 | /ʦ/                            |
| Ч      | c (przed e, i)          | Ч ч                 | /ʧ/                            |
| Џ      | g (przed e, i)          | Џ џ                 | /ʤ/                            |
| Ш      | ș                       | Ш ш                 | /ʃ/                            |
| Щ      | șt                      | Щ щ                 | /ʃt/                           |
| Ъ      | ă                       | Ъ ъ                 | /ə/                            |
| Ь      | i                       | Ь ь                 | /ʲ/                            |
| Ѣ      | ea                      | Ea ea               | /æ/                            |
| Ю      | iu                      | Iу iу Ĭу ĭу         | /ju/                           |
| IA, Ѧ  | ia                      | Ia ia               | /ja/                           |
| Ѫ      | â, î                    | Î î                 | /ɨ/                            |
| Ꙟ      | în îm                   | În în Îm îm         | /ɨn/, /ɨm/                     |
| Ѯ      | x                       | Ks ks               | /ks/                           |
| Ѱ      | ps                      | Пs пs               | /ps/                           |
| Ѳ      | t                       | T t                 | /t/ (prawdopodobnie także /θ/) |
| Ѵ      | i, v                    | I i; В в            | /i/, /y/, /v/                  |

Współczesna cyrylica mołdawska powstała w latach dwudziestych XX wieku na podstawie prostszego alfabetu rosyjskiego i była używany najpierw w Mołdawskiej ASRR, a po aneksji Besarabii w Mołdawskiej SRR. Według niektórych źródeł jej wprowadzenie miało stworzyć oddzielną mołdawską tożsamość, lojalniejszą wobec centrum w Moskwie oraz legitymizującą podległość Besarabii.
| А а | Б б | В в | Г г | Д д   | Е е | Ж ж | Ӂ ӂ | З з | И и | Й й |
| К к | Л л | М м | Н н | О о   | П п | Р р | С с | Т т | У у | Ф ф |
| Х х | Ц ц | Ч ч | Ш ш | (Щ щ) | (ъ) | Ы ы | ь   | Э э | Ю ю | Я я |

Według postanowień Rady Najwyższej Mołdawskiej SRR od 30 września 1989 r. język mołdawski powrócił do pisma łacińskiego identycznego do alfabetu rumuńskiego.

## Przykładowy tekst[5]
| Polski | Łacinka | Cyrylica |
| --- | --- | --- |
| Wszyscy ludzie rodzą się wolni i równi w swojej godności i prawach. Są obdarzeni rozumem i sumieniem i powinni postępować wobec siebie w duchu braterstwa. | Toate ființele umane se nasc libere și egale în demnitate și în drepturi. Ele sunt înzestrate cu rațiune și conștiință și trebuie să se comporte unele față de altele în spiritul fraternității. | Тоате фиинцеле умане се наск либере ши егале ын демнитате ши ын дрептурь. Еле сынт ынзестрате ку рациуне ши конштиинцэ ши требуе сэ се компорте унеле фацэ де алтеле ын спиритул фратернитэций. |